# إدارة نارينيو
إدارة نارينيو واحدة من 32 إدارة في كولومبيا، سميت نسبة إلى القيادي أنطونيو نارينيو، تقع في غرب البلاد، متاخمة للإكوادور والمحيط الهادئ. عاصمتها سان خوان دي باستو.